# Affinity Designer
Affinity Designer — проприетарный редактор векторной графики, выпускаемый британской компанией Serif Europe для устройств на базе Windows, macOS, iOS. Самим разработчиком Affinity Designer позиционируется как самое быстрое, удобное и точное программное обеспечение для векторного графического дизайна на современном рынке. Приложение подходит как для создания рекламных материалов, веб-сайтов, значков, так и для разработки пользовательского интерфейса.
Поскольку приложение изначально позиционировалось как замена Adobe Illustrator, разработчики уделили особое внимание возможности работы и совместимости с большим перечнем форматов. Affinity Designer поддерживает AI, EPS, PSD, PDF и может импортировать данные из некоторых файлов Adobe FreeHand.

## История развития Affinity
Изначально графический редактор выпускался исключительно для пользователей macOS, на этой платформе приложение хорошо себя зарекомендовало за счет глубокой интеграции с нативными компонентами системы (OpenGL, GCD, Core Graphics). Таким же путем пошли и разработчики Sketch — конкурирующего продукта со схожей функциональностью.
Версия 1.2, выпущенная в апреле 2015 года, представила новые инструменты и функции, такие как угловой инструмент и режим выравнивания пикселей для задач проектирования графического интерфейса. А уже в декабре 2015 года вышла версия 1.4 с новыми функциями управления монтажными областями и печатью. С 2016 года приложение стало доступным и на Windows. В ноябре 2017 года обновление добавило улучшение производительности и альтернативный режим отображения графического интерфейса. Первый выпуск отдельной версии Affinity Designer для iPad состоялся в июле 2018 года.
9 ноября 2022 года состоялось обновление V2 продуктов серии Affinity, включая Designer. Программа стала доступна не только по отдельной лицензии, но и в составе общей лицензии на все продукты серии Affinity. Во второй версии добавились инструменты деформации с помощью сетки, нож и измерение длины и площади фигур. Появилась возможность просматривать и редактировать DFX файлы AutoCAD. 